# Окольничий, Николай Андреевич
Николай Андреевич Окольничий (1827—1871) — российский военный и государственный деятель. Генерального Штаба Генерал-майор, военный губернатор и командующий войсками Области Сибирских Киргизов, с 1869 года военный губернатор и командующий войсками Акмолинской области, наказной атаман 1-го и 2-го отделов Сибирского казачьего войска.

## Биография
Родился 8 сентября 1827 года, происходил из дворян Московской губернии. Приёмный сын архитектора В. А. Бакарева.
В 1845 году после окончания 1-го Московского кадетского корпуса, Окольничий был произведён в прапорщики и назначен в 3-ю батарею 3-й гвардейской гренадерской бригады.
В 1845 году переведён на службу в 6-й армейский корпус. В сентябре 1847 года переведён в артиллерию и назначен в 3-ю батарею 3-й гвардейской артиллерийской бригады.
В 1850 году он поступил в Императорскую Военную академию, по окончании которой в 1852 году был отправлен в Штаб главнокомандующего гвардейскими и гренадерскими корпусами, 2 декабря того же года зачислен по Генеральному штабу.
29 июля 1858 года назначен старшим адъютантом в Штаб командующего войсками в Прикаспийском крае, в конце 1858 года за отличия произведён в капитаны и назначен офицером для особых поручений в Штабе войск Прикаспийского края.
В 1859 году произведён в подполковники и за отличие в делах против горцев награждён орденами Святого Станислава и Святой Анны 2-й степени с мечами, в этом же году был назначен обер-квартирмейстером войск Прикаспийского края.
3 марта 1860 года произведён в полковники и назначен управляющим канцелярией по управлению кавказскими горцами Главного штаба Кавказской армии. В 1863 году за отвагу был пожалован Золотой саблей «За храбрость».
30 августа 1863 года назначен командиром Кременчугского пехотного полка, в этом же году переведён в Петербург и назначен состоять при Департаменте Генерального штаба.
В 1864 году был назначен в Главное управление Генерального Штаба, офицером для особых поручений. В 1865 году был назначен помощником начальника штаба Московского военного округа.
27 марта 1866 года произведён в генерал-майоры и назначен военным губернатором и командующим войсками Области Сибирских Киргизов.
2 января 1869 года назначен военным губернатором и командующим войсками Акмолинской области и наказным атаманом 1-го и 2-го отделов Сибирского казачьего войска.
Умер 5 декабря 1871 года в городе Омске, находясь на службе. Похоронен в городе Омске на Казачьем кладбище.

## Награды
- Орден Святого Станислава 2-й степени с мечами (1858 год);
- Орден Святой Анны 2-й степени с мечами (1858 год);
- Орден Святого Владимира 4-й степени (1861 год);
- Золотая сабля «За храбрость» (1863 год);
- Орден Святого Владимира 3-й степени (1868 год);
- Орден Святого Станислава 1-й степени с мечами над орденом (1868 год);
- Орден Святой Анны 1-й степени (1870 год).